# Wallerfing
Wallerfing è un comune tedesco di 1 380 abitanti, situato nel land della Baviera.